# Gaetano Macchiaroli editore
Gaetano Macchiaroli editore è una libreria e casa editrice italiana fondata a Napoli nel 1944 da Gaetano Macchiaroli (1920-2005), intellettuale antifascista ed animatore culturale della sinistra partenopea, originario di Teggiano.
Dal 1945 pubblica la rivista di antichità La parola del passato diretta ininterrottamente, fin dalla fondazione, da Giovanni Pugliese Carratelli.
Nel 1971, sotto la direzione di Marcello Gigante, iniziò la pubblicazione della rivista Cronache Ercolanesi incentrata su argomenti relativi alla pubblicazione e interpretazione dei papiri di Ercolano.
È stata editrice delle riviste Cronache Meridionali e Città Nuova, punti di riferimento della stampa napoletana di sinistra dagli anni 1950 agli 1980.
Altre riviste edite furono La città nuova, Atene a Roma e Medioevo romanzo. Nel 2005, con il primo volume (Un viaggio elettorale) è iniziata la pubblicazione dell'edizione nazionale dell'opera omnia di Francesco de Sanctis.